# Bányai Lajos (labdarúgó)
Bányai Lajos (1888 – ?) magyar bajnok labdarúgó, csatár. Az 1930-as Bajnokok Tornáján győztes Újpest edzője.
A holokauszt áldozataként halt meg.

## Pályafutása

### Játékosként
1907 és 1909 között az MTK-ban szerepelt.
Egyszeres magyar bajnok volt a csapattal.

### Edzőként
1922-ben a Hamburger SV vezetőedzője volt. 1928 és 1932 között az Újpest vezetőedzője volt. Az 1930-as Bajnokok Tornáján győztes csapat trénere volt.

## Sikerei, díjai

### Játékosként
- Magyar bajnokság
  - bajnok 1907–08

### Edzőként
- Magyar bajnokság
  - bajnok: 1929–30, 1930–31
  - 2.:  1931–32
  - 3.: 1927–28, 1928–29
- Közép-európai kupa (KK)
  - győztes: 1929
- Bajnokok Tornája
  - győztes: 1930